# Can Montal de l'esquerra
Can Montal de l'esquerra és un edifici d'Arenys de Mar (Maresme) inclòs en l'Inventari del Patrimoni Arquitectònic de Catalunya.

## Descripció

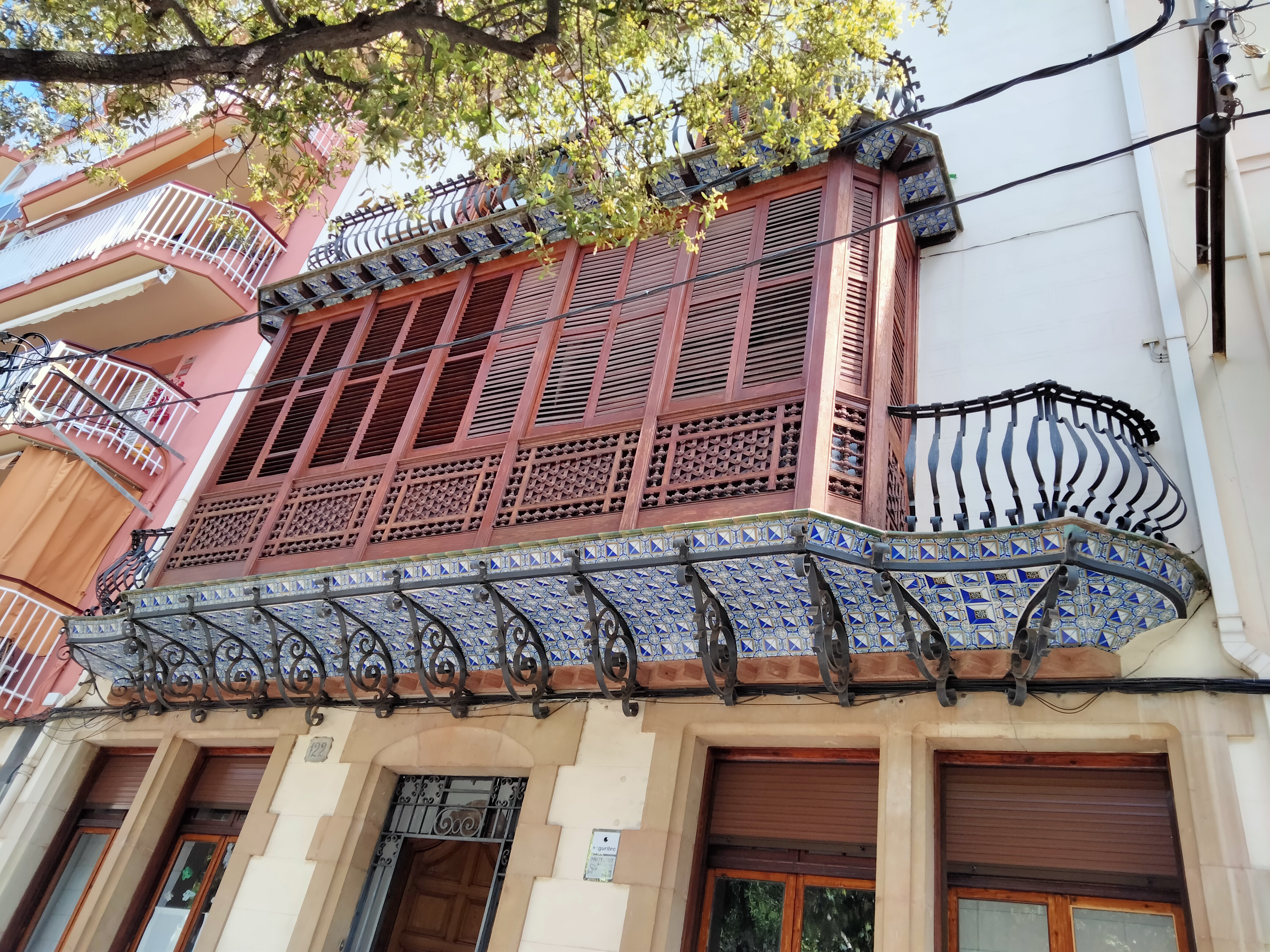
Detall del balcó tribuna central

Casa entre mitgera de composició simètrica amb tres plantes i golfes. A la planta baixa té una porta i dues finestres a cada banda; una tribuna central i dos balconets al primer pis, balcó sobre la tribuna amb dues obertures al segon pis, i finestres seriades a les golfes emmarcades entre uns sortints d'obra vista que sostenen el ràfec-cornisa amb barana d'obra vista també. Arrambadors i motius decoratius de ferro molt interessants. Hi ha rajoletes sota els balcons. Aquesta casa està situada a la Riera, prop del carrer nou, destaca per la seva qualitat.